# Distrito de San Juan de Jarpa

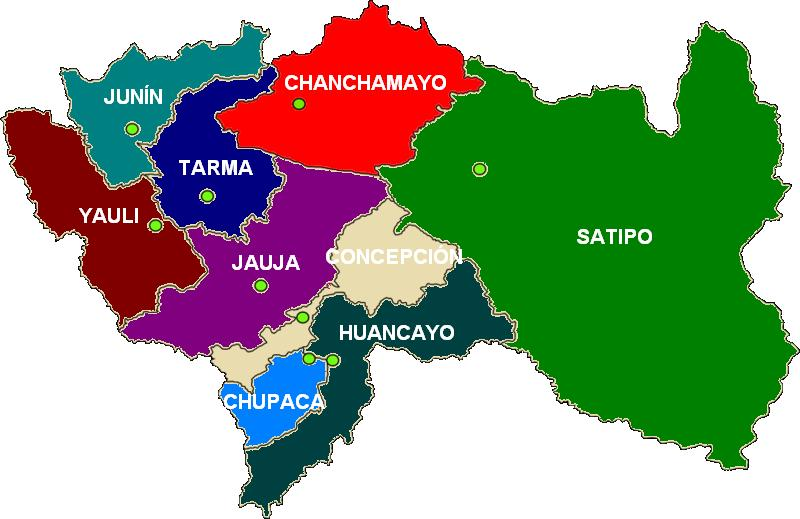
Provincia del Departamento de Junín

El  Distrito peruano de San Juan de Jarpa es una de los nueve distritos que conforman la provincia de Chupaca, en el Departamento de Junín, bajo la administración del Gobierno regional de Junín. Limita por el norte con el distrito de San José de Quero; por el sur con el distrito de Yanacancha; por el este con el distrito de Ahuac; y, por el oeste con el Distrito de Tomas (Yauyos).
Dentro de la división eclesiástica de la Iglesia Católica del Perú, pertenece a la arquidiócesis de Huancayo

## Historia
Fue creado mediante la Ley 7860 el 16 de octubre de 1933, en el gobierno del Presidente Óscar R. Benavides

## Geografía
Tiene una extensión de 129 km² y está situado hacia el lado noroccidental de la provincia de Chupaca, perteneciente al departamento de Junín;  entre los paralelos 12 07 12 latitud Sur y 75 26 09 de longitud Oeste sobre los 3.737 m s. n. m. Está conformado por las comunidades campesinas de Acac Bellavista, Santa Rosa de Misquipata, Santa Rosa de Chucupata, Shicuy, Santa Cruz de Ranra, y San Juan de Jarpa. La parte alta de la cuenca del río Cunas está conformada por los distrito de Yanacancha, 'Jarpa, Quero, parte de Chambará y el distrito de Ahuac, ubicados principalmente en la Provincia de Chupaca, en el centro del Perú. Se accede a ella por una vía carrozable de penetración de 45 km que se desprende de Chupaca. 

### Geomorfología
Las características geomorfológicas más importantes del área es el valle conformado por el río Cunas y los pequeños valles conformados por el río Negro en Jarpa, el cual nace en la pampa de Ucullullo (lugar donde hay puquiales) y parte de la laguna de Chaclococha, y el río Apahuay denominado así en Shicuy y Huashapá en Misquipata, el cual nace en Toropaccha y Vicuñamachay. En los alrededores del área se observan expresiones morfológicas que acompañan la evolución del valle del río Cunas, que atraviesa en dirección suroeste/ noreste.

### Clima
Corresponde al tipo húmedo y frío desde moderado a intenso, con una temperatura media anual máxima de 11,8 °C y una media anual mínima de 4,5 °C, produciéndose las temperaturas más bajas en los meses de junio, julio y agosto.
Tiene una precipitación media anual de 726,6 mm.
Los riesgos climáticos principales son las sequías, heladas y granizadas.

## Capital
La villa de Jarpa es la capital del distrito, está ubicado a 3680 m s. n. m. y cuenta con 417 viviendas según el censo de 2007. A 290 km de la capital del Perú, Lima, y a 22 km de la provincia de Huancayo. Posee clima templado seco.

## Demografía
El 30 de septiembre de 1997, la población del distrito ascendía a 3784 habitantes de los cuales 1813 son hombres y 1.971 mujeres. Concentrándose en el área urbana el 26,61% y 73,39%, en el área rural.
Población total urbana y rural del distrito de Jarpa por censos.
- T O T A L U R B A N O R U R A L
- AÑOS	ABS	REAL %	ABS	REAL %	ABS	REAL %
- 1941	3710	100	1059	28.54	2651	71.46
- 1961	4754*	100	782	16.45	3972	83.55
- 1972	3261	100	1480	45.38	1781	54.62
- 1981	3568	100	1055	29.57	2513	70.43
- 1993	3642	100	968	26.58	2674	73.42
- 1997	3784	100	1007	26.61	2777	73.39

Fuente: censos nacionales de población 1940-1961-1972-1981-1993 INEI 1997* Autocenso.
El incremento demográfico entre los censos de 1940 y 1961, tiene una tendencia ascendente llegando a su más alta tasa de crecimiento anual (1,28), para descender considerablemente en el periodo intercensal 1961 - 1972, (-2.62 en 1972), debido a que los anexos que pertenecían a Jarpa como Yanacancha, Achipampa, Cachi y Colpa, se convierten en nuevos distritos.
En cuanto al censo de 1993, donde todavía se tenía problemas de seguridad, las autoridades, instituciones y población en general menciona las migraciones masivas de la población y no recuerdan que se haya realizado dicho censo (Como sí recuerdan el censo agropecuario), por lo que asumimos que haya sido una proyección y que tendría un nivel de error mayor, ya que en ese año, aún no se daban los retornos masivos de la población y la población debió haber sido mucho menor a la presentada.
Tasa de crecimiento anual de la población total urbana y rural periodo intercensal.
- PERIODO	TOTAL %	URBANA %	RURAL %
- 1940-1961	1.28	-1.19	2.27
- 1961-1972	-2.62	7.44	-4.60
- 1972-1981	0.94	-2.87	4.11
- 1081-1993	0.16	-0.63	0.49
- 1993-1997	0.78	0.81	0.77

Fuente: censos nacionales de población 1940-1961-1972-1981-1993-1997*
- Autocenso, INEI

En los últimos 25 años, Jarpa tuvo un ritmo de crecimiento positivo pero lento. Este proceso se explica por dos razones fundamentales:
- 1.º, el autocenso indica que más del 95% de Jarpinos son del mismo distrito, el crecimiento por natalidad es compensado por las emigraciones de los jóvenes a las ciudades, su salida es reemplazado por nuevos nacimientos, manteniéndose así el equilibrio de la tasa de crecimiento.

- 2.º, que durante los años del 88 al 90 Jarpa tuvo que afrontar la violencia y del 91- 94, las sequías, incertidumbre y requisitorias desmedidas, fomentando la migración forzada de las familias en ese tiempo.

La distribución de la población se encuentra considerada en el área rural (73%), debido a que no se ha dado un efectivo proceso de urbanización.
Proyecciones de la población futura del distrito de Jarpa
- Fuente	 Año	Población
- Autocenso	1997	3784
- Proyección	2002	3904
- Proyección	2005	3978
- Proyección	2010	4104
- Proyección	2020	4368

En condiciones de estabilidad económica y social, es decir que la productividad de la tierra siga siendo igual, que los niños sigan naciendo a la misma velocidad que hoy y que los jóvenes sigan partiendo en busca de mejores oportunidades, es posible que afines del año 2002 el distrito tenga 3904 Hab. y el año 2020, 4368 Hab.

## Población económicamente activa
La PEA de Jarpa, es el conjunto de personas consideradas aptas para el trabajo y constituyen la fuerza laboral con que cuenta el distrito. Más de la mitad de la población del distrito (2,006 - 53%) se dedican a alguna actividad productiva. En términos estadísticos, una mitad de la población del distrito depende económicamente de la otra.

### Ocupación principal del responsable de familia
La mayor parte de los varones responsables de familia está ocupada en actividades agrícolas (78.3%), seguida por la actividad pecuaria (17.7%). Y si se considera que la zona es prioritáriamente ganadera, llegamos a quien asume las actividades cotidianas de esta actividad: las mujeres.
La intervención femenina es parte importante de la PEA, según el autocenso, en participación de otros miembros de la familia en actividades agropecuarias la mujer llega al 90%, complementando su trabajo con la labor comercial.

### Desempleo y sub empleo
La actividad agrícola es usualmente una actividad estacional. El ciclo agrícola, es el principal mecanismo que influye como asignador de mano de obra para las actividades tanto pecuarias, artesanales, de construcción, venta de fuerza de trabajo, etc. 
Un impulso productivo generaría el empleo de la mano de obra, pero las condiciones actuales limitan la absorción y generación de empleo. Los excedentes económicos no son suficientes para emprender una política de inversiones que puedan resolver el problema de desempleo y subempleo. Este es considerado como el principal problema de la zona (67%).

### Nivel de ingreso y gasto

#### Ingresos
Está determinada por la propiedad sobre los medios de producción que ostenta cada campesino. Está representado por el número de unidades de ganado (ovino o vacuno), por la extensión de terrenos agrícolas y el capital disponible, principalmente usado en pequeño comercio.
La estratificación social esta directamente relacionada con el nivel de ingreso de las familias del distrito. El campesino de menores recursos posee pequeñas extensiones de tierras de mala calidad de 0 a 4 parcelas y de 0 a 7 ganados ovinos y un máximo de 2 vacunos representan al 29.51 %. Continua el campesino con extensiones de 3 a 6 parcelas y de 8 a 30 ovinos y con un promedio de 4 vacunos, ellos complementan su actividad con el comercio. Y representan el 56.26%, De estas mismas características existe un sector de campesinos que por sus conocimientos técnicos son considerados campesinos "puntas" y representan un 12,83 % tienen casi la misma cantidad de recursos, pero mayores ingresos. También existe un sector minoritario de la población que cuenta con mayor extensión de tierra y usan mayores recursos de pastos comunales, tienen ovinos entre 100 a 450 y un promedio de 20 vacunos, mayormente tienen inversiones y vivienda también en Chupaca o Huancayo. (2.4%).

#### Gastos
Los gastos de alimentación, son los principales gastos de los campesinos pobres y medios y es cubierto por su producción agrícola y crianza de animales menores y los gastos de educación, siembras, vestido y salud son financiados con la venta del ganado ovino y si es mayor con la del ganado vacuno.

### Nivel de ahorro - inversión

#### Ahorro
Está relacionado con la capacidad de excedentes productivos, la venta de mano de obra y de las relaciones mercantiles a las que se somete el campesino. Los excedentes derivan de la magnitud de los recursos propios que dispone el comunero, sobre esa base se establece la capacidad de intercambio. Los cambios directos de sus productos por el elemento monetario, son mayormente consumidos en productos externos como azúcar, aceite, fideos, maíz, etc. (60%) quedando un (40%) del ingreso que puede ser invertido en la adquisición de bienes de capital o represente un ahorro para la familia, o para salud, educación y vestido.
Este tipo de ahorro es invertido nuevamente en animales, principalmente ganado ovino.

#### Inversión
Es limitado, y normalmente se dirige a la compra de ganado ovinos, porcinos o aves que van a reforzar su crianza familiar. y si hay buena cosecha, se complementa con venta de ganado ovino, para adquirir un vacuno. Sin embargo comúnmente cuando se vende un ganado vacuno (prioritariamente, en inicio de clases escolares, o por salud) se separa parte del monto para adquirir un ternero, que será alimentado hasta el próximo año. Cuando los jóvenes estudiantes adquieren una edad entre 15 y 16 años empiezan a migrar temporalmente a la cosecha de café, con los ingresos percibidos en estos meses continuarán sus estudios o adquirirán ropas y artefactos.
La actual producción agropecuaria no cubre necesidades de ahorro - inversión, en magnitudes que signifiquen desarrollo, teniendo características de subsistencia.
Las inversiones significativas como panaderías, heladerías, fábricas de refrescos, teléfonos, transmisores de TV, molinos, provienen principalmente de liquidaciones de trabajos en las minas, inversiones estatales o créditos de instituciones privadas.
Existe un número limitado de jóvenes, principalmente de la comunidad de Jarpa, que acceden a trabajos en las minas de la zona como Yauricocha u otros más alejados, ellos han podido lograr una mayor capacidad de ahorro, sin embargo por la falta de capacitación para la gestión, sus inversiones han tenido limitaciones o las han terminado en gastos (fiestas, padrinos de matrimonios, priostes, mayordomías, etc.).

## Organizaciones locales y comunales

### Municipalidad
La estructura administrativa del distrito se da a través del Gobierno municipal, aunque en la gestión 96-98 los logros de sus objetivos son relativos, en la comunidad se va considerando como una autoridad con mayores potencialidades y de mayor capacidad de negociación y representación, sin embargo aún tiene limitaciones para lograr su control social.

### Organización inter comunal - CODE
Comité de Desarrollo de las Comunidades del Alto Cunas CODE, es la organización e institución de base de segundo grado más representativa del distrito. Está liderada por las autoridades comunales y delegados de las comunidades socias, que se rigen bajo una serie de estatutos y reglamentos.

### Organización comunal
Es la más representativa, en su organización tiene como máxima instancia a la Asamblea General, una Junta Directiva Comunal, y Comités especializados, Las gestiones y decisiones se toman en asambleas comunales, por opinión e interés de la mayoría. Cada una de las comunidades cuenta con su organización comunal.
La apreciación que tiene la población de la Organización Comunal es que beneficia a todos (72%), que progresará (74%).

### Ronda campesina
A través de ella la comunidad hace cumplir las decisiones, y los propios comuneros (que a la vez son ronderos) garantizan el orden público y la seguridad de intervenciones externas.

## Autoridades

### Municipales
- 2019 - 2022[4]
  - Alcalde: Juan Samaniego Gavino, de Alianza para el Progreso.
  - Regidores:

  1. Celedonio Benedicto Huaynalaya Clemente (Alianza para el Progreso)
  2. Cristóbal Vera Cerrón (Alianza para el Progreso)
  3. Héctor Orihuela Canchumanya (Alianza para el Progreso)
  4. Idaluz Alvarado Vásquez (Alianza para el Progreso)
  5. Santiago Rojas Uribe (Caminemos Juntos por Junín)

Alcaldes anteriores
- 2015 - 2018:[5] Herbert Rojas Quiñonez, Movimiento Junín Sostenible con su Gente (JSG).
- 2011 - 2014:[6][7] Alejandro Camac Salvatierra, del Movimiento Independiente Fuerza Constructora (FC).
- 2007 - 2010: Alejandro Camac Salvatierra[8]

## Policiales
- Comisaría de Chupaca
  - Comisario: Cmdte. PNP. Manuel Chuquipul.

## Educación
Jarpa cuenta con diversos centros educativos estatales que atiende en los niveles de inicial, primaria y secundaria.
El analfabetismo mayormente incide en el grupo de personas mayores, 26 de cada 100 personas mayores son analfabetas, y de ella la mayor parte son mujeres (26,4 de analfabetismo). 
De los que estudian o realizaron estudios, el 68% tiene educación primaria, el 31 % han hecho estudios secundarios y el 4% tiene estudios superiores. 
De la población actualmente en edad escolar primario el 92,7 está realizando estudios y un 6,3 %.de inasistencia. 
La Educación Inicial va teniendo importancia para los dirigentes (incremento de jardines y PRONOEIs), sin embargo por la diferencia de horarios, incumplimiento del programa, temor de los niños y desconocimiento de la importancia por algunos padres, no inscriben a sus hijos en dichos centros.

## Salud y alimentación
El 76,3% de la población, se curan con yerbas acudiendo a herbolarios y se autorecetan sobre la base de los conocimientos que han ido adquiriendo de la medicina tradicional. La mayor parte de los nacimientos se realizan con el apoyo de las parteras de la comunidad (70%). En cuanto al conocimiento y uso de los métodos de planificación familiar, el 54% de los entrevistados no usa ningún método de planificación familiar.
Los principales indicadores que muestran la situación de la salud en 1997 son:
a) Tasa de morbilidad general de la zona es de 49,68 por 1000.
Las tres principales causas de morbilidad general en el distrito son:
- Enfermedades del aparato respiratorio.
- Enfermedad del aparato génico urinario.
- Enfermedad gastro intestinal.
b) Tasa de mortalidad de la zona es de 7,1 por 1000 y de niños menores de 5 años es de 12,5 por cada 1000.
c) Tasa de natalidad 20,34 por 1000.
La relación que existe entre la salud y alimentación, se da en función al patrón de consumo homogéneo, consumiéndose en mayor cantidad los carbohidratos (cebada y papas), siendo en menor cantidad los energéticos (carne, maca, quínua), y como consecuencia sé percibe desnutrición crónica infantil.
d) Los niveles de desnutrición aguda, han logrado disminuirse, sin embargo la desnutrición crónica es alta, pasando el 74%.
Existe el centro de Salud, cuya infraestructura tiene condición regular, los recursos con que cuenta el establecimiento no guarda relación con el tamaño de la población. La distancia inadecuada, el “temor” y credos que no comparten usos y costumbres de las medicinas, hacen más difícil el rol que el sector a encomendado al personal del establecimiento.

## Viviendas y servicios domiciliarios
En el distrito de Jarpa, se puede distinguir tres formas de asentamiento y residencia: La población mayoritaria de Jarpa (dividido en barrios), los cinco anexos y las estancias.
En lo que concierne a la propiedad de la vivienda, únicamente el 6% de los responsables de familia no cuentan con vivienda propia o de sus padres, teniendo que alquilar o prestarse.
En cuanto a la calidad de los materiales utilizados encontramos un patrón bastante homogéneo y característico de la sierra.
La vivienda típica tiene techo de tejas de barro (55%), paredes de tapia (63%), y piso de tierra (98%) y en general están construidas sobre cimientos sólidas.
Las construcciones por lo general son de forma rectangular, con capacidad para albergar a una familia compuesta por 6 miembros, con 2 habitaciones, provista de pequeñas ventanas. Están construidas con materiales obtenidos directamente del lugar usando técnicas tradicionales.
En servicios de agua, el 63% de las familias se abastece de agua del río, acequia o manantial, el 4% de pozo, el 13% con pila de uso público y el 20% de las familias tiene instalado en su vivienda agua. Sin embargo, no se cuenta con el servicio de potabilización por lo que las redes son captaciones de manantiales.
La mayor parte de las viviendas cuentan con letrinas, sin embargo la mayoría de ellas ya se encuentra fuera de servicio.
La electricidad es el servicio que el 75% de las familias cuenta, el 25 % no lo cuenta, por estar sus viviendas distantes, por ser de bajos recursos económicos o tener deudas pendientes con la empresa correspondiente.

## Recursos naturales

### Recursos de flora y fauna
Cuenta con una gran variedad de especies animales y plantas. Dentro de la flora tenemos: Puya Raymondi, quinual, una variedad de plantas medicinales, huamanpinta, llancahuasa, huaynacuri, la maca, variedades de cultivos andinos, etc.. y entre la fauna: venado, vicuña, vizcacha, zorro andino, perdiz, huachua, cernícalo, pito, gaviotas, etc. 

### Recursos geológicos
Cuenta con canteras y depósitos de materiales dentro de la jurisdicción como: material grueso (piedras grandes), materiales de excavación (contiene agregados medios y fino en porcentaje significativo), arena granulada (para concretos y revestimiento), sílice, mármol, arcilla, carbón y greda.

### Recursos hidrobiológicos
- Ríos: uno de los principales ríos que baña la zona y con muchas sinuosidades es el "Cunas". Nace en las lagunas glaciales de Huascacocha, Quisococha, Chichicocha, Yanahuya y Coricocha, en su recorrido inicial de oeste a este pasa por Yanacancha en donde confluye con el río Acocancha, aguas abajo por la quebrada de Auchic recibe al río Seco que es de origen pluvial y mantienen sus aguas temporalmente cuyo origen es la laguna de Quinujilcuna. Riega las pampas de Laive y continua de sur a norte, pasando por Yanashioc y recibiendo los afluentes de Palio y del río Negro en Jarpa, Continua por zonas con potencial de riego, pero que aún no cuenta con infraestructura para su explotación como Chacapampa, Queserapampa, Bellavista, Misquipatay recibe el afluente del río Huashapa, continuando por Chala y en Colpa recibe las aguas del río Consac, para continuar descendiendo por las diferentes comunidades de la zona intermedia y baja hasta llegar al río Mantaro. El caudal máximo registrado del río Cunas es de 180 m3/s y un mínimo de 25 m3/s Posee un potencial económico para usos de riego en agricultura, pastos en pecuario, pesquero, turístico e industrial.

Si bien este recurso es relativamente abundante en la zona, aún no es cuidadosamente utilizado y manejado.
Lagunas.- En toda la extensión del territorio del distrito, existen muchas fuentes y lagunas de mayor y menor importancia sirviendo en muchos casos sólo para el bebedero de los ganados, para uso común como medicinales y algunos para la irrigación de pequeñas extensiones de tierra. Entre los puquiales tenemos: "Malopuquio", de propiedad medicinal y de naturaleza sulfuro-caliza, "Mishquipuquio", de sabor dulce, "Tulumanyapuquio", que ofrece un panorama risueño, por el aspecto verdoso de sus hierbas, en la que por las tardes, cuando hay garúas o lloviznas, se levanta el arco iris y señala al puquio, donde se acostumbra enterrar las señales de los ganados. Entre las lagunas tenemos "Huascacocha", "Quisococha", siendo la mayor la de "Chaclacocha".

### Recursos minerales
Entre los cerros con cateo y exploraciones en pequeña escala tenemos "Huacrash - grande" - con cacho grande -, "Huacrash - chico", -Con cacho pequeño -, "Antajasha", con cavidad de tierra amarilla: "Yana Ulo", "Cerro de color negro"; "Huallalluyo", cubierto de nevada, "Mina Ulo", cerro que contiene minerales, etc. Así mismo existen lugares donde se puede encontrar diferentes minerales tales como: cobre, plomo, zinc, plata, los cuales necesitan de estudios responsables para que su explotación no vaya contra el desarrollo sostenido y la conservación del medio de la zona.

### Recurso suelo
El instituto Nacional de Recursos Naturales INRENA, ha efectuado estudios sobre las características de los suelos a nivel del departamento de Junín, y según sus diferencias físicas y químicas, los ha clasificado según la aptitud que ofrecen para determinados usos. Esta clasificación se denomina "Capacidad de uso mayor del suelo".
Se establece cinco categorías según la vocación natural de la tierra para producir un determinado grupo de plantas siendo estas:
a) Tierras para cultivo en limpio. En ella se constituyen tierras que presentan las condiciones más favorables para la implantación de cultivos agronómicos anuales o aquellos de corto periodo vegetativo. Según las condiciones ecológicas de la zona, estas están situadas en todo el valle de ambas márgenes del río Cunas. Por ser territorialmente más extenso, dispone de terrenos de cultivo cuyos productos y producción en la región es marcadamente importante, se produce papa, cebada, trigo, arvejas, habas, mashua, olluco, oca, zanahoria, col, cebolla, etc., con significativa abundancia debido al clima moderado y a su relativa estreches de quebrada que presenta, El cultivo que ha ido teniendo mayor crecimiento es el de la MACA. 
b) Tierras para pastos. Es la 2.ª categoría más importante en el distrito, son tierras que no reúnen las condiciones para cultivo en limpio, siendo su mayor aptitud para pastos nativos o cultivados.
Estas tierras están ubicadas en zonas altas (puna), medias y bajas, según las necesidades del campesino. En zonas altas encontramos pastos naturales comunales, en zonas medias, áreas dedicados a cultivos transitorios y que tampoco deben ser considerados como de uso agrícola, porque el sistema de rotación incluye periodos de descanso que permiten el uso como pastos para el ganado. Así mismo en la comunidad de San Juan de Jarpa, se está implementando la explotación de pastos asociados y de pequeñas redes de irrigación.
De lo anterior podemos deducir que las tierras aptas para pastos muestran accesibilidad a pastos naturales y asociados (mejorados y alta soportabilidad.
c) Tierras para la producción forestal. Son tierras que se reducen a pequeños reductos de bosques residuales, principalmente quinual, eucalipto, aliso, etc. Su uso indiscriminado utilizado como combustible, está causando su agotamiento, perjudicando el equilibrio ecológico y la fauna silvestre, así como también el incremento de la erosión.
d) Tierras para cultivo permanente. Según la definición, son tierras cuyas condiciones ecológicas no son adecuadas a la remoción periódica y continuada del suelo, permiten la implantación de cultivos perennes, sean herbáceas, arbustos o arbóreas (frutales principalmente) así como forrajes.
e) Tierras de Protección. Las formas y características de estas tierras presentan limitaciones muy severas y extremas, para los propósitos agrícolas y pecuarios, en el distrito están formados por quebradas, laderas, pendientes, cerros y pequeñas montañas, sin embargo estas clases de tierras representan un gran valor para la fauna silvestre, para la actividad turística y paisajista.
f) Tenencia y uso de la tierra. En el distrito de Jarpa se cuentan con 3 modalidades mayoritarias:
Por comunero, miembro de la comunidad campesina que explota para su usufructúo las tierras que le han sido encomendadas por la comunidad. Es la más practicada con un 76%.
A modo de Propietario, es cuando el productor no es propietario, ni cuenta con la documentación completa que garantice su propiedad, sin embargo por los años de utilización, lo considera como suyo, principalmente este caso sucede en la zona urbana del distrito (6 %)
Al partir.- Se da cuando un comunero, no cuenta con los medios económicos para afrontar los gastos de producción agrícola, entonces sede su terreno a otra persona que afronta los gastos de preparación de terreno, compra de semillas, cultivos, etc., dependiendo del mutuo acuerdo de las partes; en la cosecha se dividen equitativamente, considerando los gastos de producción, normalmente el dueño cosecha 1 surco y el partidario 2. (18%)

### Recursos pesqueros
En el río Cunas se tiene de forma natural y explotación extensiva bagres, ranas y truchas que por su propiedad de contener partículas de sal, hace que tengan un mejor sabor. La trucha se produce, también de manera intensiva en piscigranjas de Jarpa, Bellavista, Misquipata y Cochangara.

## Festividades
- Mayo: Virgen de Fátima
- Junio
  - 24: San Juan Bautista
  - 26: Virgen del Perpetuo Socorro
  - 27: San Antonio de Padua
- Julio: Santiago Apóstol